# Dialyse hépatique
Pour les articles homonymes, voir Dialyse (homonymie).
La dialyse hépatique est un procédé de traitement par dialyse de sujets présentant une insuffisance hépatique et visant à débarrasser le sang des toxines qui s'y accumulent du fait du mauvais fonctionnement du foie. Ce procédé s'est montré prometteur pour les patients présentant un syndrome hépatorénal. Il est similaire à l'hémodialyse utilisée pour traiter l'insuffisance rénale qui élimine surtout les toxines hydrosolubles mais n'élimine pas les toxines liées à l'albumine qui s'accumulent dans l'insuffisance hépatique. Avec le foie bioartificiel extracorporel, il est l'une des deux formes de soutien artificiel du foie par circulation extracorporelle.
Un problème crucial rencontré dans l'insuffisance hépatique est l'accumulation de toxines qui ne sont plus éliminées par le foie défaillant. Sur la base de cette hypothèse, l'enlèvement des substances lipophiles, liées à l'albumine comme la bilirubine, les acides biliaires, les métabolites des acides aminés aromatiques, les acides gras à chaîne moyenne et les cytokines devrait être bénéfique pour l'amélioration clinique d'un patient en insuffisance hépatique. Cela a conduit à la réalisation de filtres artificiels et d'appareils d'adsorption.
La dialyse hépatique n'est considérée actuellement que comme une méthode transitoire de traitement en attendant une transplantation ou une régénération hépatique (dans le cas d'une insuffisance hépatique aiguë),, et, contrairement à la dialyse rénale, elle ne permet pas de soulager un patient sur une longue période de temps (plusieurs mois ou années).

## Les appareils de dialyse hépatiques
Les dispositifs de désintoxication artificielle en cours d'évaluation clinique comprennent les appareils du système MARS, du système SPAD et du système Prométhée.

### Système MARS
Le système MARS, « Molecular Adsorbants Recirculation System », développé par Teraklin AG en Allemagne, est le plus connu des systèmes de dialyse extracorporelle hépatique et existe depuis environ 1999. Il se compose de deux circuits séparés. Le premier circuit, composé d'albumine sérique humaine, est en contact avec le sang du patient à travers une membrane semi-perméable spéciale (MARS®-FLUX) et a deux filtres spéciaux chargés de récupérer l'albumine après qu'elle a absorbé des toxines du sang du patient. Le second circuit se compose d'un appareil d'hémodialyse utilisé pour nettoyer l'albumine du premier circuit, avant qu'elle ne soit remise en circulation dans le premier circuit. Le système MARS peut retirer un certain nombre de toxines du sang, comme l'ammoniac, les acides biliaires, la bilirubine, le cuivre, le fer et les phénols.
Le traitement se fait généralement sur trois à cinq séances de dialyse de 8 h.
Le développement du système a débuté à l'université de Rostock en Allemagne. Il a reçu l'approbation de la Food and Drug Administration (FDA) pour les surdoses de médicaments et les empoisonnements en juin 2005 et est disponible aux États-Unis depuis la fin 2005. Au Canada, la première unité MARS est arrivée à l'hôpital général de Toronto en 2005.

### Système SPAD
Le système SPAD, « Single Pass Albumin Dialysis », est une méthode simple utilisant de l'albumine dans des machines de dialyse rénale sans système supplémentaire de perfusion; le sang du patient circule dans un circuit avec un filtre identique à celui utilisé dans le système MARS. L'autre côté de la membrane est parcouru par une solution d'albumine circulant à contre-courant qui est jetée après être passée dans le filtre. L'hémodialyse peut être réalisée dans le premier circuit par le même système de fibres creuses.

### Système Prométhée
Le système Prométhée (Fresenius Medical Care, Bad Homburg, Allemagne) est un nouveau dispositif basé sur la combinaison d'une adsorption d'albumine à une hémodialyse à haut flux après filtration sélective de l'albumine sur un filtre polysulfone spécifique (AlbuFlow). Il a été étudié  sur un groupe de onze patients présentant un syndrome hépatorénal (aigu ou chronique avec insuffisance rénale). Le traitement pendant deux jours consécutifs pendant plus de quatre heures a considérablement amélioré les concentrations sériques de bilirubine conjuguée, d'acides biliaires, d'ammoniaque, de cholinestérase, de créatinine, d'urée et le pH sanguin.